# Horneburger Straße
Die Horneburger Straße, in der Westhälfte im heutigen Recklinghäuser Ostviertel seit vermutlich 1926 Dortmunder Straße, ist eine 8 km lange in der Hauptsache ostnordöstlich gerichtete alte Handelsstraße zwischen der Stadt Recklinghausen und der Freiheit Horneburg und ist heute Westteil des Hauptverbindungsweges zur Stadt Datteln im Kreis Recklinghausen, Nordrhein-Westfalen. Sie wird heute als L 511 klassifiziert.
Die Straße führt unmittelbar über den Vestischen Höhenrücken und war früher Teilstück des Handelswegs zur Hansestadt Dortmund. Erst mit der Trockenlegung des Emschertals/Emscherbruches in der zweiten Hälfte des 19. Jahrhunderts, die einen direkteren Weg nach Dortmund möglich machte, hatte sie diese Bedeutung verloren. Von Horneburg aus wird sie indes noch heute durch die (Dattelner) Dortmunder Straße nach Südosten verlängert.
Der Westteil als Dortmunder Straße ist 3,8 Kilometer lang, 3,4 Kilometer des weiteren Verlaufes gehen durch den Südosten Oer-Erkenschwicks (1,4 Kilometer Groß-Erkenschwick und 2 Kilometer Rapen); nur ihre letzten 800 Meter in Horneburg liegen im Gebiet der Stadt Datteln.

## Bedeutung als Landesstraße
Der Hauptabschnitt der Dortmunder und Horneburger Straße bildet heute den Westabschnitt der Landesstraße 610 Recklinghausen–Datteln (weiter zunächst als Verbandsstraße), der in Datteln an der Bundesstraße 235 endet. Der Ostabschnitt bei Horneburg stellt wiederum den Nordwestabschnitt der zunächst wieder als Dortmunder Straße fortgesetzten Landesstraße 511 über das Schiffshebewerk Henrichenburg, Waltrop und den Lüner Stadtteil Brambauer bis zur B 54 im Dortmunder Stadtteil Brechten dar. Allerdings verläuft innerhalb Horneburgs die Landesstraße nicht mehr direkt durch den Ort, sondern über den Landwehrring.
Nordwestlich des Kreuzungspunktes der beiden Landesstraßen heißt die Verlängerung der L 511 (zunächst: Ludwigstraße) Landesstraße 798 und führt nach Marl, wo sie an der B 225 endet.

## Geographisches Profil
Auf den westlichsten 400 Metern vor der Stadt Recklinghausen und den östlichsten 1,6 Kilometern vor und in Horneburg verläuft die Straße in südöstliche Richtung. Innerhalb ihrer zentralen sechs Kilometer nimmt die Straße jedoch nur einige wenige leichte Richtungswechsel zwischen Nordost und Ostnordost an. Auf ihren westlichen 1,9 Kilometern steigt die Straße beständig einigermaßen steil (1,5 bis 3 % Steigung) von 68 m auf etwa 108 m ü. NHN an, auf den folgenden 4,5 Kilometern fällt sie mit auffällig konstant um 1 % Gefälle bis auf eine Höhe von 63,5 m. Der östlichste Abschnitt ist wiederum im Höhenverlauf inhomogen, im Schnitt steigt die Straße wieder um knapp 1 % auf eine Höhe von etwa 77 m.

## Verlauf
Die Dortmunder Straße beginnt auf etwa 68 m ü. NHN am Recklinghäuser Kunibertitor, an der Unterführung der Eisenbahnlinie Münster–Wanne-Eickel, in nächster Nähe zu Bahnhofshotel jenseits der Bahngleise und der Villa Franka nebst dem Kino Capitol unmittelbar nordwestlich der ehemaligen Brauerei. Sie folgt zunächst 250 Meter dem südöstlichen Verlauf der Castroper Straße und dann 150 Meter dem ostsüdöstlichen Verlauf der Douaistraße bzw. diese Straßen führen die Richtung der untersten Abschnitte der Dortmunder Straße fort.

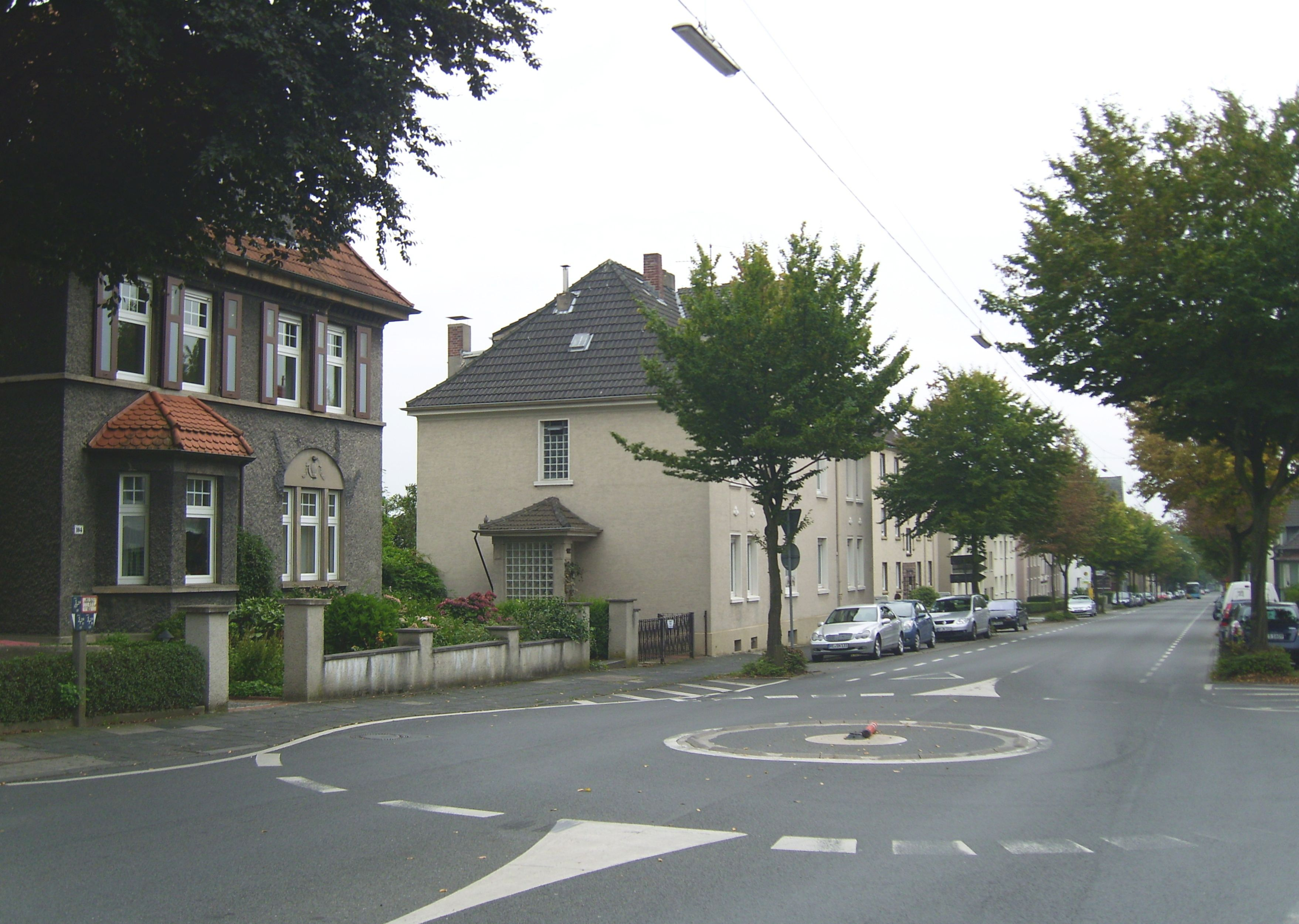
Die untere Dortmunder Straße; links Haus Nr. 104, das stadteinwärts (rechts) längere Zeit ohne Nachbarhaus geblieben war.

Nunmehr folgt ein 800 Meter langer Abschnitt mit geradlinigem Verlauf nach Nordosten. Dieser Abschnitt an der Süd- bis Ostflanke des Kunibergs überwindet 22 Höhenmeter von 74 m bis 96 m und ist mit 2,7 % Steigung der steilste. Am Nordostende des Abschnitts mündet von Norden die Hinsbergstraße und von Süden die Kardinal-von-Galen-Straße ein; fährt man von dieser Kreuzung im Nordosten kommend in Richtung Recklinghausen, so sieht man unmittelbar über dem Rechtsknick zur Innenstadt Kraftwerk und Halde Oberscholven.
Die folgenden 700 Meter am Südrand des Hinsberg führen bis auf eine Höhe von rund 108 m an der nordwestlichen Einmündung der Canisiusstraße, fallen aber mit durchschnittlich 1,7 % Steigung etwas weniger steil aus. Die ersten 500 Meter gehen sehr konstant nach Ostnordosten, bis sich die Straße allmählich wieder nach Nordosten dreht und währenddessen von Südosten im Höhenweg den Hauptverkehr aus Richtung Innenstadt aufnimmt, der seit Mitte der 1980er Jahre über den August-Schmidt-Ring läuft.
Die ab hier für 4,5 Kilometer sehr konstant um etwa 1 % fallende Straße erreicht nach weiteren 300 Metern den Kreisverkehr am Ostcharweg (103,6 m) und damit die Lohwegsiedlung im engeren Sinne, gut 500 Meter weiter schließlich den Kreisverkehr am Ziegelgrund (101,1 m). Nach knapp 900 Metern als Landstraße in nordöstliche Richtung mündet von Nordwesten die Devensstraße ein und die Straße ändert ihre Richtung in Ostnordost; je 100 Meter weiter folgt die Kreuzung am Schultenkrug mit der Esseler Straße nach Essel im Südosten (91,7 m) und Oer im Norden und schließlich die Stadtgrenze nach Oer-Erkenschwick.
Nach weiteren 300 Metern wird die Besiedlung von Groß-Erkenschwick erreicht. Hier ist die Nordseite durchgehend bebaut, die Südseite jedoch nur inselartig. Gut einen Kilometer nach Eintritt ins Stadtgebiet zweigt von Norden die Stimbergstraße (77,7 m) zum Zentrum der Stadt ab, 400 Meter weiter von Norden die Aue, dort Stadtteilgrenze zu Rapen, und von Süden der Westfalenring ab (73,8 m). Die Straße ist nunmehr auch nach Süden komplett bebaut, nach weiteren 400 Metern als Stadtteilgrenze verläuft die Straße ganz in Rapen.
Nach weiteren 750 Metern endet auf 63,5 m ü. NHN der Kernteil der Straße. Die Nordostrichtung nach Datteln wird von der Verbandsstraße weitergeführt, während die Horneburger Straße die Richtung der von Nordwesten kommenden Ludwigstraße annimmt; nach weiteren 300 Metern zweigt die namentliche Straße von der als Landwehrring fortgesetzten Ortsumgehung ab und erreicht nach weiteren 500 Metern Horneburg und gleichzeitig das Siedlungsgebiet des Ortsteils. Dieses wird 900 Meter lang passiert bzw. nordöstlich tangiert, bis die Straße an einem Kreisverkehr wieder auf den Landwehrring trifft und auf etwa 77 m dort endet; ihre Südostrichtung wird ab hier von der Dortmunder Straße fortgesetzt. 

## Geschichte
Bereits auf der Preußischen Erstaufnahme von 1842 ist die Horneburger Straße weitgehend in ihrem heutigen Verlauf eingezeichnet – es fehlt jedoch der Steigungsabschnitt zwischen Douai- und Hinsbergstraße. Der unterste Abschnitt der Straße wird zu jenem Zeitpunkt zum einen durch den Frankenweg (inklusive der heutigen Douaistraße) in Richtung Suderwich fortgesetzt. zum anderen durch den kurzen Abschnitt der heutigen Castroper Straße bis etwa zum heutigen Beginn von August-Schmidt- und Dordrechtring, wo die Hauptwohnplätze der Bauerschaft Hillen lagen. Die Jahnstraße ist bereits vorhanden, endet jedoch als unbesiedelte Sackgasse, was u. U. darauf hinweisen könnte, dass der Bau des Straßenabschnitts bereits in Planung war.
Zum Nordostende des heutigen Abschnitts konnte man auf zwei Wegen kommen: Zum einen existierte bereits der noch heute als Fußgänger- und Radweg benutzbare Hohlweg im Kuniberg, zum anderen existierten bereits Vorläufer von Graveloher Weg und Kardinal-von-Galen-Straße.
Der Hohlweg am Kuniberg überwindet, vom Kunibertitor aus bis zum Ende an der Rheinlandstraße auf 97,9 m ü. NHN gemessen, auf einer horizontalen Strecke von nur 620 Metern einen Höhenunterschied von 30 Metern, was 4,8 % Steigung entspricht – im unteren Teil beträgt die Steigung z. T. über 6 %. Der Graveloher Weg ist mit einer Steigung von um 1,7 % zwar noch weniger steil als die heutige untere Dortmunder Straße, jedoch hat die kürzere Kardinal-von-Galen-Straße in ihrem heutigen Verlauf eine durchschnittliche Steigung von 3,6 %. Beides sprach wohl insgesamt für den jetzigen, geradlinigen Abschnitt auf dem Weg nach Dortmund, das Mitte des 19. Jahrhunderts aufgrund der temporär sumpfigen Böden des Emscherbruches noch nicht gut auf direktem, südöstlichem Wege erreicht werden konnte.

### Gemarkungen
Der Westen der Straße lag im 19. Jahrhundert auf dem Gebiet der Bauerschaft Hillen, Stadt Recklinghausen; ab dem Ostcharweg begann das Gebiet der Gemeinde Recklinghausen-Land mit der Bauerschaft Essel, deren Gebiet bis knapp nördlich der Straße ging, wo sich das Kirchspiel Oer, östlich der Esseler Straße dann das der Bauerschaft Erkenschwick, ebenfalls Gemeinde Recklinghausen-Land, anschloss. Das Loh, eine langjährige Allmende zwischen Essel, Suderwich, Röllinghausen und Berghausen, war Mitte des 19. Jahrhunderts noch etwa 85 ha groß und reichte bis unmittelbar östlich des Ostcharweges und südlich der damaligen Horneburger Straße.
Das Gebiet der Bauerschaft Rapen, damals noch zum Amt Datteln gehörig, begann nicht an der Kreuzung mit den Straßen Aue und Westfalenring, sondern erst 400 Meter weiter östlich. Der Esseler Bruch, der nach Osten unmittelbar an den Rapener Bruch und, weiter südlich, die Horneburger Gemarkung grenzte, enthielt so gerade noch das heutige Gebiet der Westfalenringschleife. Von hier bis knapp vor die Verzweigung nach Horneburg war die Straße noch etwa 700 Meter lang Grenze zwischen Erkenschwick im Norden und Rapen bzw. Datteln im Süden, bis sie ganz in deren Gebiet verlief.
Erst unmittelbar an der im Vergleich zu heute kaum geänderten Siedlungsgrenze wurde die Gemarkung Horneburgs erreicht.

### Industrialisierung
Hatte Recklinghausen im Jahre 1840 noch um 3.300 Einwohner, waren es 1875 bereits 6.100 und im Jahr 1900 gar 34.000. Etwas verzögert bei insgesamt kleineren Einwohnerzahlen trifft diese Entwicklung auch die spätere Gemeinde und Stadt Oer-Erkenschwick.
Seit 1870 existiert die Eisenbahnlinie Münster–Wanne-Eickel mit dem Bahnhof Recklinghausen; zu diesem Zeitpunkt laufen bereits die Vorbereitungen zur Erstellung der Zeche General Blumenthal. Am innenstadtnahen Westteil der Horneburger Straße werden 1875 die Villa Franka als Etablissement für Theater und Amusement erbaut und in deren südöstlicher Nachbarschaft die Brauerei (1877) errichtet; vermutlich hat zu diesem Zeitpunkt der Steigungsabschnitt der Straße bereits seinen heutigen Verlauf.
1895 beginnen die Teufarbeiten für den Schacht 3 der General Blumenthal, 1899 die für die Zeche Ewald Fortsetzung in Erkenschwick. Für die Schächte III und IV der General Blumenthal entsteht zeitparallel die Kolonie am Hinsberg, die auch die mittlere Dortmunder Straße (an der Nordseite von der Hinsbergstraße bis zum Ostcharweg, an der Südseite nur von-Galen-Straße bis Höhenweg) beinhalten. In Essel-Nord (bzw., nach bis um 1910 üblicher Schreibweise, Ehsel-Nord) entsteht nordöstlich des Dorfes an seiner Verbindungsstraße zur Horneburger und unmittelbar an diese angrenzend die Kolonie an der Lindenstraße. Von diesen abgesehen ist die Horneburger Straße östlich der innenstadtnahen Einmündung der Jahnstraße zur Jahrhundertwende nur spärlich besiedelt; unmittelbar nördlich des Lohs wurde eine Ziegelei errichtet.
Bereits am 15. Dezember 1909 wird eine Straßenbahnlinie angelegt, die bis in die 1960er Jahre vom neuen Straßenbahndepot der Vestischen Straßenbahnen an der Abzweigung der Castroper Straße, nah der Recklinghäuser Innenstadt, über die Horneburger Straße, dann über Stimbergstraße und Marktstraße in Erkenschwick, zur Zeche Ewald Fortsetzung und schließlich weiter über Ewaldstraße und die Dattelner Friedrich-Ebert-Straße nach Datteln führt.
Unmittelbar östlich der Kreuzung mit dem Ostcharweg, an dem in nächster Nähe eine weitere Ziegelei errichtet wird, wird die Süd(ost)seite der Straße bis zur heutigen Lage der Fritz-Husemann-Straße komplett bebaut; da das Loh inzwischen, von Resten (heutige Waldungen Loh und Johannistal) abgesehen, gerodet ist, ist damit auch die Gründung der Lohwegsiedlung eingeleitet, die jedoch erst in den 1950er Jahren richtig voranschreiten wird. Unmittelbar südwestlich der Hinsberg-Kolonie wird die Bebauung an der Südostseite der Straße allmählich schleppend in Richtung Innenstadt fortgesetzt, jedoch klaffen bis zur Jahnstraße noch große Lücken.

### Gebietsreform 1926
Im Jahr 1926 wird die Gemeinde Suderwich nebst der Bauerschaft Essel nach Recklinghausen eingemeindet, jedoch von Essel nur das Kerndorf und das Loh, während Essel-Nord mit der Horneburger Straße ab 100 Meter östlich der Kreuzung am (indes erst 1928 erbauten) Schultenkrug nebst der Kolonie an der Lindenstraße, wie auch Rapen, zur neuen Gemeinde Oer-Erkenschwick kommen. Horneburg bleibt dem gegenüber noch bis 1975 eine eigenständige Gemeinde innerhalb des Amtes Waltrop, das 1857 vom Amt Datteln abgespalten wurde. Wahrscheinlich fällt in diese Zeit auch die Umbenennung des Recklinghäuser Teils der Horneburger Straße in Dortmunder Straße.
Bis zum Beginn des Zweiten Weltkrieges füllt sich auch die untere Dortmunder Straße, sodass die Straße bis zum Höhenweg beidseitig, von dort bis zum Ostcharweg nordseitig und weiter bis zur heutigen Lage der Fritz-Husemann-Straße südseitig durchgehend bebaut ist, während auf der je anderen Seite nur verstreut Häuser stehen. In Erkenschwick bleibt die Straße eine Ortsrandstraße mit verstreuten einzelnen Häusern und nur in Nähe zur Lindenstraße etwas dichterer Bebauung.

### Nachkriegszeit
In den 1950er Jahren wächst unmittelbar südlich der Dortmunder Straße der Kern der Lohwegsiedlung, die zunächst fast ausschließlich von Spätaussiedlern (im damaligen Sprachgebrauch) bewohnt wird. Zeitgleich wird auch das Gebiet zwischen unterer Dortmunder Straße und Graveloher Weg besiedelt. Der Hinsberg wächst nach Norden sowie nach Westen zum Ossenberg, jedoch bleibt der Bergrücken zwischen Breslauer Straße und unterer Dortmunder Straße vorerst noch unbesiedelt.
Erst in den 1960er Jahren wird der Kuniberg erschlossen. Die Siedlung in Richtung Graveloher Weg wächst in jener Zeit an der südlich der Dortmunder Straße parallelen Klausenerstraße auch östlich der Kardinal-von-Galen-Straße. Ferner schließt sich das Dreieck zwischen der Dortmunder Straße östlich der Einmündung des Höhenwegs und dem Lohweg mit der die Lohwegsiedlung nach Süden und Südwesten erweiternden Hans-Böckler-Straße. Da überdies die Nordseite unmittelbar östlich des Ostcharwegs nach und nach bebaut wird und, nördlich der Dortmunder Straße parallel, die Canisiusstraße nach Osten erweitert wird, liegt in den 1970er Jahren die Dortmunder Straße vom Kunibertitor bis zum zu diesem Zeitpunkt 100 Meter östlich der Einmündung der Fritz-Husemann-Straße liegenden Ortsausgang in Richtung Erkenschwick nur noch an einem kurzen Abschnitt unmittelbar am Siedlungsrand, nämlich die 300 Meter unmittelbar westlich der Einmündung des Höhenwegs.
Die mittlere Dortmunder Straße im Süden und Südosten des Hinsbergs hat sich in dieser Zeit zu einer fast rein türkischen Straßensiedlung entwickelt; unmittelbar östlich der Abzweigung des Höhenweges wurde eine ehemalige Gaststätte zur Moschee umgewidmet. Auch die Lindenstraße in Erkenschwick hat sich zu einer Gastarbeitersiedlung entwickelt, allerdings zu einer multinationaleren. Indes werden dortigen die Häuser ab Ende der 1970er Jahre abgerissen, und Ende der 1980er steht nicht eines der alten Häuser mehr.

### Wandel in der Bedeutung als Ausfallstraße
Bis in die 1970er Jahre hinein war speziell die Dortmunder Straße in Recklinghausen, zusammen mit der von ihr abzweigenden Castroper Straße (Südosten), der Halterner Straße (Norden), der Dorstener Straße (Nordwesten), der Hertener Straße (Südwesten) und wohl knapp hinter der damals noch, wie die Halterner Straße, einen Teil der B 51 darstellenden Herner Straße, eine der wichtigsten Adern des nach und von Recklinghausen ein- und ausfließenden Verkehrs. Speziell die spitzwinkelige Einmündung der Castroper Straße war, je nach den Fahrplänen der vom dortigen Depot aus agierenden Straßenbahnen, zuweilen ein Nadelöhr mit sehr langen Wartezeiten.
Diese Bedeutung ging nach und nach zurück:
- bereits in den 1920er Jahren wurde die Devensstraße als südöstlicher Teil einer erst Jahrzehnte später geplanten Nordumgehung gebaut; allerdings wurde sie erst in den späteren 1980er Jahren nach (Nord-)Westen durch den heutigen Autobahnzubringer verlängert
- um 1972 wurde der Dordrechtring als südwestlicher, Mitte der 1980er dann der August-Schmidt-Ring als nordöstlicher Teil einer südlichen Stadtumgehung gebaut

Während die durch freie Felder führende, verlängerte Devensstraße heute einen guten Anschluss des nordöstlichen Recklinghausens wie auch Oer-Erkenschwicks an die A 43 bietet, wurde der ursprüngliche Plan, den August-Schmidt-Ring um das Loh herum zum Schultenkrug zu verlängern, inzwischen verworfen. Daher stemmt, zugunsten einer besser erhaltenen Natur auf dem östlichen Vestischen Höhenrücken inklusive des Naherholungsgebietes ums Loh, der östliche Teil der Dortmunder Straße auch heute noch den Hauptverkehr nach Erkenschwick und Datteln. Der mittlere und untere Teil der Straße hingegen wurde zu einer primären, im Vergleich zu früher deutlich weniger durch Lärm und Gase beanspruchten Wohnstraße.
Von den lange Zeit vorhandenen drei Tankstellen hat sich nur die östlichste, Ortseingangsseite an der Lohwegsiedlung, gehalten.

## Allgemeine Quellen
Die hiesigen siedlungsgeschichtlichen Ausführungen fußen in größeren Teilen auf den im siedlungsgeschichtlichen Teil zum Recklinghäuser Ostviertel angegebenen Quellen.